# Champion Stakes
Groupe 1

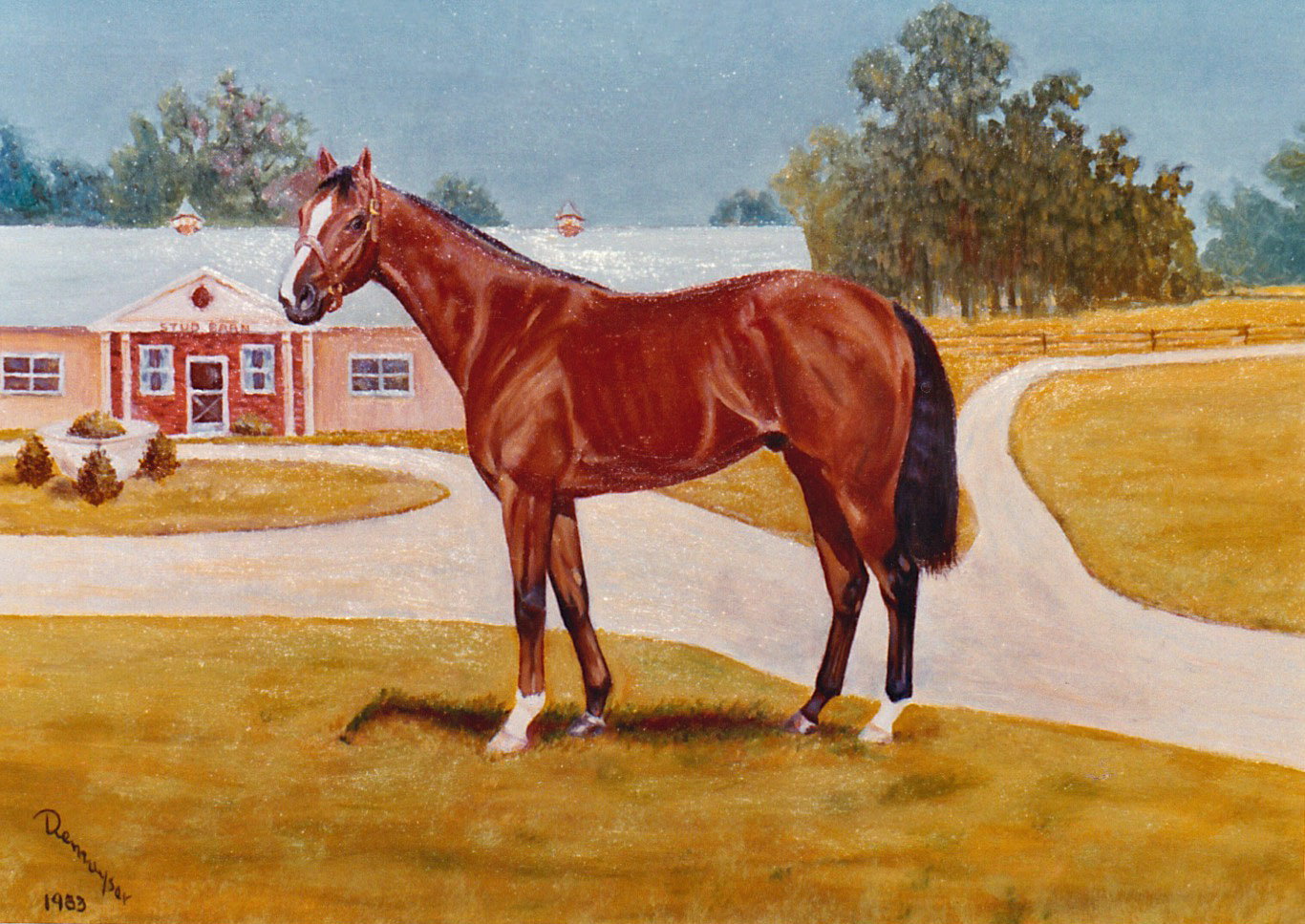
Northern Baby, vainqueur en 1979, par Bob Demuyser

Les Champion Stakes sont une course hippique de plat se déroulant au mois d'octobre sur à Ascot, en Angleterre.
Elle se déroule depuis 2011 sur l'hippodrome d'Ascot, dans le cadre du British Champions Day.
C'est une course de groupe I réservée aux chevaux de 3 ans et plus.
Créée en 1877, elle se court sur environ 2 000 mètres. L'allocation s'élève à 1 300 000 £, ce qui en fait la course la mieux dotée du calendrier britannique après le Derby d'Epsom.

## Records

### Chevaux
- Tristan, 3 victoires – 1882, 1883, 1884

### Jockeys
- Danny Maher, 6 victoires – Osboch (1901), Pretty Polly (1905), Polymelus (1906), Llangwm (1908), Bayardo (1909), Lemberg (1910)
- Charlie Elliott, 6 victoires – Ellangowan (1923), Asterus (1927), Goyescas (1931), Djeddah (1949), Dynamiter (1951, 1952)

### Entraîneurs
- Alec Taylor, Jr., 8 victoires – Sceptre (1903), Bayardo (1909), Lemberg (1910, 1911), Gay Crusader (1917), My Dear (1918), Buchan (1919), Picaroon (1925)

### Propriétaires
- Aga Khan III, 6 victoires – Rustom Pasha (1930), Dastur (1933, dead-heat), Umidwar (1934), Nasrullah (1943), Migoli (1947), Hafiz (1955)

## Palmarès depuis 1940
| Année | Vainqueur          | S/A | Pays        | Père             | Jockey               | Entraîneur             | Propriétaire                  | Deuxième          | Troisième          | Temps   |
| ----- | ------------------ | --- | ----------- | ---------------- | -------------------- | ---------------------- | ----------------------------- | ----------------- | ------------------ | ------- |
| 2024  | Anmaat             | H.6 | Royaume-Uni | Awtaad           | Jim Crowley          | Owen Burrows           | Shadwell Estate Co. Ltd       | Calandagan        | Royal Rhyme        | 2'08"96 |
| 2023  | King of Steel      | M.3 | Royaume-Uni | Wootton Bassett  | Lanfranco Dettori    | Roger Varian           | Amo Racing Ltd                | Via Sistina       | Horizon Doré       | 2'08"42 |
| 2022  | Bay Bridge         | M.4 | Royaume-Uni | New Bay          | Richard Kingscote    | Michael Stoute         | James Wigan & Ballylinch Stud | Adayar            | My Prospero        | 2'09"46 |
| 2021  | Sealiway           | M.3 | France      | Galiway          | Mickaël Barzalona    | Cédric Rossi           | Haras de la Gousserie         | Dubaï Honour      | Mac Swiney         | 2'08"31 |
| 2020  | Addeybb            | H.6 | Royaume-Uni | Pivotal          | Tom Marquand         | William Haggas         | Cheikh Ahmed al Maktoum       | Skalleti          | Magical            | 2'12"29 |
| 2019  | Magical            | F.4 | Irlande     | Galileo          | Donnacha O'Brien     | Aidan O'Brien          | Smith, Magnier & Tabor        | Addeybb           | Deirdre            | 2'08"42 |
| 2018  | Cracksman          | M.4 | Royaume-Uni | Frankel          | Lanfranco Dettori    | John Gosden            | Anthony E. Oppenheimer        | Crystal Ocean     | Subway Dancer      | 2'08"79 |
| 2017  | Cracksman          | M.3 | Royaume-Uni | Frankel          | Lanfranco Dettori    | John Gosden            | Anthony E. Oppenheimer        | Poet's Word       | Highland Reel      | 2'11"75 |
| 2016  | Almanzor           | M.3 | France      | Wootton Basset   | Christophe Soumillon | Jean-Claude Rouget     | Antonio Caro                  | Found             | Jack Hobbs         | 2'05"91 |
| 2015  | Fascinating Rock   | M.4 | Irlande     | Fastnet Rock     | Patrick Smullen      | Dermot Weld            | Newtown Anner Stud Farm       | Found             | Jack Hobbs         | 2'06"31 |
| 2014  | Noble Mission      | M.5 | Royaume-Uni | Galileo          | James Doyle          | Lady Cecil             | Khalid Abdullah               | Al Kazeem         | Free Eagle         | 2'11"23 |
| 2013  | Farhh              | M.5 | Royaume-Uni | Pivotal          | Silvestre de Sousa   | Saeed bin Suroor       | Godolphin                     | Cirrus des Aigles | Ruler of the World | 2'12"02 |
| 2012  | Frankel            | M.4 | Royaume-Uni | Galileo          | Tom Queally          | Henry Cecil            | Khalid Abdullah               | Cirrus des Aigles | Nathaniel          | 2'10"22 |
| 2011  | Cirrus des Aigles  | H.5 | France      | Even Top         | Christophe Soumillon | Corinne Barande-Barbe  | Jean-Claude-Alain Dupouy      | So You Think      | Snow Fairy         | 2'02"52 |
| 2010  | Twice Over         | M.5 | Royaume-Uni | Obervatory       | Tom Queally          | Henry Cecil            | Khalid Abdullah               | Vision d'État     | Debussy            | 2'08"54 |
| 2009  | Twice Over         | M.4 | Royaume-Uni | Obervatory       | Tom Queally          | Henry Cecil            | Khalid Abdullah               | Mawatheeq         | Sariska            | 2'01"31 |
| 2008  | New Approach       | M.3 | Irlande     | Galileo          | Kevin Manning        | Jim Bolger             | Princesse Haya de Jordanie    | Twice Over        | Linngari           | 2'00"13 |
| 2007  | Literato           | M.3 | France      | Kendor           | Christophe Lemaire   | Jean-Claude Rouget     | Hervé Morin                   | Eagle Mountain    | Doctor Dino        | 2'04"24 |
| 2006  | Pride              | F.6 | France      | Peintre Célèbre  | Christophe Lemaire   | Alain de Royer-Dupré   | NP Bloodstock Ltd             | Rob Roy           | Hurricane Run      | 2'06"81 |
| 2005  | David Junior       | M.3 | Royaume-Uni | Pleasant Tap     | Jamie Spencer        | Brian Meehan           | Roldvale Limited              | Pride             | Maraahel           | 2'05"43 |
| 2004  | Haafhd             | M.3 | Royaume-Uni | Alhaarth         | Richard Hills        | Barry Hills            | Hamdan Al Maktoum             | Chorist           | Azamour            | 2'06"90 |
| 2003  | Rakti              | M.4 | Italie      | Polish Precedent | Philip Robinson      | Michael Jarvis         | Gary Tanaka                   | Carnival Dancer   | Indian Creek       | 2'03"34 |
| 2002  | Storming Home      | M.4 | Royaume-Uni | Machiavellian    | Michael Hills        | Barry Hills            | Maktoum Al Maktoum            | Moon Ballad       | Noverre            | 2'01"42 |
| 2001  | Nayef              | M.3 | Royaume-Uni | Gulch            | Richard Hills        | Marcus Tregoning       | Hamdan Al Maktoum             | Tobbougg          | Indian Creek       | 2'07"72 |
| 2000  | Kalanisi           | M.4 | Royaume-Uni | Doyoun           | Johnny Murtagh       | Sir Michael Stoute     | S.A. Aga Khan                 | Montjeu           | Distant Music      | 2'05"59 |
| 1999  | Alborada           | F.4 | Royaume-Uni | Alzao            | George Duffield      | Sir Mark Prescott      | Kirsten Rausing               | Shiva             | Kabool             | 2'05"57 |
| 1998  | Alborada           | F.3 | Royaume-Uni | Alzao            | George Duffield      | Sir Mark Prescott      | Kirsten Rausing               | Insatiable        | Daylami            | 2'03"69 |
| 1997  | Pilsudski          | M.5 | Royaume-Uni | Polish Precedent | Michael Kinane       | Sir Michael Stoute     | Lord Weinstock                | Loup Sauvage      | Bahhare            | 2'05"46 |
| 1996  | Bosra Sham         | F.3 | Royaume-Uni | Woodman          | Pat Eddery           | Henry Cecil            | Wafic Saïd                    | Halling           | Timarida           | 2'03"71 |
| 1995  | Spectrum           | M.3 | Royaume-Uni | Rainbow Quest    | John A. Reid         | Peter Chapple-Hyam     | Lord Weinstock                | Riyadan           | Montjoy            | 2'02"55 |
| 1994  | Dernier Empereur   | M.4 | France      | Trempolino       | Sylvain Guillot      | André Fabre            | Gary Tanaka                   | Grand Lodge       | Muhtarram          | 2'05"65 |
| 1993  | Hatoof             | F.4 | France      | Irish River      | Walter Swinburn      | Christiane Head        | Maktoum Al Maktoum            | Ezzoud            | Dernier Empereur   | 2'06"80 |
| 1992  | Rodrigo de Triano  | M.3 | Royaume-Uni | El Gran Señor    | Lester Piggott       | Peter Chapple-Hyam     | Robert Sangster               | Lahib             | Environment Friend | 2'02"46 |
| 1991  | Tel Quel           | M.3 | France      | Akarad           | Thierry Jarnet       | André Fabre            | Cheikh Mohammed               | Cruachan          | In The Groove      | 2'01"93 |
| 1990  | In the Groove      | F.3 | Royaume-Uni | Night Shift      | Steve Cauthen        | David Elsworth         | Brian Cooper                  | Linamix           | Legal Case         | 2'05"67 |
| 1989  | Legal Case         | M.3 | Royaume-Uni | Alleged          | Ray Cochrane         | Luca Cumani            | Sir Gordon White              | Dolpour           | Île de Chypre      | 2'02"95 |
| 1988  | Indian Skimmer     | F.4 | Royaume-Uni | Storm Bird       | Michael Roberts      | Henry Cecil            | Cheikh Mohammed               | Persian Heights   | Doyoun             | 2'10"51 |
| 1987  | Triptych           | F.5 | France      | Riverman         | Tony Cruz            | Patrick Biancone       | Alan Clore                    | Most Welcome      | Saint Andrews      | 2'10"98 |
| 1986  | Triptych           | F.4 | France      | Riverman         | Tony Cruz            | Patrick Biancone       | Alan Clore                    | Celestial Storm   | Park Express       | 2'09"49 |
| 1985  | Pebbles            | F.4 | Royaume-Uni | Sharpen Up       | Pat Eddery           | Clive Brittain         | Cheikh Mohammed               | Slip Anchor       | Palace Music       | 2'04"79 |
| 1984  | Palace Music       | M.3 | France      | The Minstrel     | Yves Saint-Martin    | Patrick Biancone       | Nelson Bunker Hunt            | Pebbles           | Raft               | 2'01"04 |
| 1983  | Cormorant Wood     | F.3 | Royaume-Uni | Home Guard       | Steve Cauthen        | Barry Hills            | Bobby McAlpine                | Flame of Tara     | Miramar Reef       | 2'07"95 |
| 1982  | Time Charter       | F.3 | Royaume-Uni | Saritamer        | Billy Newnes         | Henry Candy            | Robert Barnett                | Prima Voce        | Noalto             | 2'10"76 |
| 1981  | Vayrann            | M.3 | France      | Brigadier Gerard | Yves Saint-Martin    | François Mathet        | S.A. Aga Khan                 | Cairn Rouge       | Amyndas            | 2'08"50 |
| 1980  | Cairn Rouge        | F.3 | Royaume-Uni | Pitcairn         | Tony Murray          | Michael Cunningham     | D. Brady                      | Master Willie     | Nadjar             | 2'05"73 |
| 1979  | Northern Baby      | M.3 | France      | Northern Dancer  | Philippe Paquet      | François Boutin        | Anne-Marie d'Estainville      | Town And Country  | Haul Knight        | 2'03"95 |
| 1978  | Swiss Maid         | F.3 | Royaume-Uni | Welsh Pageant    | Greville Starkey     | Paul Kelleway          | Max Fine                      | Hawaiian Sound    | Gunner B           | 2'03"80 |
| 1977  | Flying Water       | F.4 | France      | Habitat          | Yves Saint-Martin    | Angel Penna            | Daniel Wildenstein            | Relkino           | North Stroke       | 2'06"80 |
| 1976  | Vitiges            | M.3 | Royaume-Uni | Phaeto           | Pat Eddery           | Peter Walwyn           | Mrs Marc Laloum               | Rose Bowl         | Northern Treasure  | 2'06"50 |
| 1975  | Rose Bowl          | F.3 | Royaume-Uni | Habitat          | Willie Carson        | Fulke Johnson Houghton | Jane Engelhard                | Allez France      | Ramirez            | 2'05"24 |
| 1974  | Giacometti         | M.3 | Royaume-Uni | Fabergé          | Lester Piggott       | Ryan Price             | Charles St George             | Northern Gem      | Pitcairn           | 2'09"30 |
| 1973  | Hurry Harriet      | F.3 | Royaume-Uni | Yrrah Jr.        | Jean Cruguet         | Paddy Mullins          | Malcolm Thorp                 | Allez France      | Sharp Edge         | 2'08"41 |
| 1972  | Brigadier Gerard   | M.4 | Royaume-Uni | Queen's Hussar   | Joe Mercer           | Dick Hern              | Jean Hislop                   | Riverman          | Lord David         | 2'07"40 |
| 1971  | Brigadier Gerard   | M.3 | Royaume-Uni | Queen's Hussar   | Joe Mercer           | Dick Hern              | Jean Hislop                   | Rarity            | Welsh Pageant      | 2'17"90 |
| 1970  | Lorenzaccio        | M.5 | Royaume-Uni | Klairon          | Geoff Lewis          | Noel Murless           | Charles St George             | Nijinsky          | Hotfoot            | 2'06"80 |
| 1969  | Flossy             | F.3 | France      | Spy Well         | Jean Deforge         | François Boutin        | Henry Berlin                  | Park Top          | Lorenzaccio        | 2'07"06 |
| 1968  | Sir Ivor           | M.3 | Irlande     | Sir Gaylord      | Lester Piggott       | Vincent O'Brien        | Raymond Guest                 | Locris            | Candy Cane         | 2'12"62 |
| 1967  | Reform             | M.3 | Royaume-Uni | Pall Mall        | Scobie Breasley      | Sir Gordon Richards    | Michael Sobell                | Taj Dewan         | Royal Palace       | 2'08"46 |
| 1966  | Pieces of Eight    | M.3 | Irlande     | Relic            | Lester Piggott       | Vincent O'Brien        | Comtesse de la Valdene        | Ballyciptic       | Resco Boy          | 2'11"08 |
| 1965  | Silly Season       | M.3 | Royaume-Uni | Tom Fool         | Geoff Lewis          | Ian Balding            | Paul Mellon                   | Tadolina          | Niksar             | 2'06"48 |
| 1964  | Baldric            | M.3 | Royaume-Uni | Round Table      | Bill Pyers           | Ernest Fellows         | Dorothy Jackson               | Linacre           | Papaya             |         |
| 1963  | Hula Dancer        | F.3 | France      | Native Dancer    | Jean Deforge         | Étienne Pollet         | Gertrude Widener              | Linacre           | The Creditor       | 2'04"92 |
| 1962  | Arctic Storm       | M.3 | Irlande     | Arctic Star      | Bill Williamson      | John Oxx               | Mrs E. Carroll                | Hethersett        | Vienna             | 2'08"54 |
| 1961  | Bobar              | M.3 | Royaume-Uni | Bozzetto         | Maxime Garcia        | Robert Corme           | Mme Georges Courtois          | St. Paddy         | Proud Chieftain    | 2'08"53 |
| 1960  | Marguerite Vernaut | F.3 | Italie      | Toulouse Lautrec | Enrico Camici        | Ugo Penco              | Marchesa della Rochetta       | Never Too Late    | Apostle            | 2'13"03 |
| 1959  | Petite Étoile      | F.3 | Royaume-Uni | Petition         | Lester Piggott       | Noel Murless           | Prince Aly Khan               | Barclay           | Javelot            | 2'30"16 |
| 1958  | Bella Paola        | F.3 | France      | Ticino           | Guy Lequeux          | François Mathet        | François Dupré                | Sindon            | Major Portion      | 2'08"72 |
| 1957  | Rose Royale        | F.3 | France      | Prince Bio       | Jean Massard         | Alec Head              | Prince Aly Khan               | No Complaint      | Fric               | 2'12"36 |
| 1956  | Hugh Lupus         | M.4 | Royaume-Uni | Djebel           | Rae Johnstone        | Noel Murless           | Lady Vernon                   | Fric              | Chief              | 2'08"66 |
| 1955  | Hafiz              | M.3 | France      | Nearco           | Roger Poincelet      | Alec Head              | Aga Khan III                  | Darius            | Panaslipper        | 2'15"64 |
| 1954  | Narrator           | M.3 | Royaume-Uni | Nearco           | Frank Barlow         | Humphrey Cottrill      | Major L. B. Holliday          | Elopement         | Royal Challenger   | 2'06"20 |
| 1953  | Nearula            | M.3 | Royaume-Uni | Nasrullah        | Edgar Britt          | Charles Elsey          | William Humble                | Sea Charger       | Wilwyn             | 2'09"09 |
| 1952  | Dynamiter          | M.4 | France      | Pharis           | Charlie Elliott      | J. Glynn               | Marcel Boussac                | Tudor Castle      |                    | 2'08"60 |
| 1951  | Dynamiter          | M.3 | France      | Pharis           | Charlie Elliott      | Charles Semblat        | Marcel Boussac                | Tudor Castle      | Djelfa             | 2'06"80 |
| 1950  | Peter Flower       | M.4 | Royaume-Uni | Blue Peter       | Bill Rickaby         | Jack Jarvis            | 6th Earl of Rosebery          | Burnt Down        | Saturn             | 2'06"60 |
| 1949  | Djeddah            | M.4 | France      | Djebel           | Charlie Elliott      | Charles Semblat        | Marcel Boussac                | Pambidian         | Krakatao           |         |
| 1948  | Solar Slipper      | M.3 | Royaume-Uni | Windsor Slipper  | Eph Smith            | F. Smyth               | J McGrath                     | Nirgal            | Royal Drake        |         |
| 1947  | Migoli             | M.3 | Royaume-Uni | Bois Roussel     | Gordon Richards      | Frank Butters          | Aga Khan III                  | Nirgal            | Claro              |         |
| 1946  | Honeyway           | M.5 | Royaume-Uni | Fairway          | Eph Smith            | Jack Jarvis            | 1st Baron Milford             | Claro             | Radiotherapy       |         |
| 1945  | Court Martial      | M.3 | Royaume-Uni | Fair Trial       | Cliff Richards       | Joe Lawson             | 2nd Viscount Astor            | Priam             |                    |         |
| 1944  | Hycilla            | F.3 | Royaume-Uni | Hyperion         | Billy Nevett         | Cecil Boyd-Rochfort    | William Woodward Sr.          |                   |                    |         |
| 1943  | Nasrullah          | M.3 | Royaume-Uni | Nearco           | Gordon Richards      | Frank Butters          | Aga Khan III                  | Kingsway          | Umiddad            |         |
| 1942  | Big Game           | M.3 | Royaume-Uni | Bahram           |                      |                        |                               |                   |                    |         |
| 1941  | Hippius            | M.4 | Royaume-Uni | Hyperion         |                      |                        |                               |                   |                    |         |
| 1940  | Hippius            | M.3 | Royaume-Uni | Hyperion         |                      |                        |                               |                   |                    |         |

## Vainqueurs précédents
- 1877 - Springfield
- 1878 - Jannette
- 1879 - Rayon d'Or
- 1880 - Robert the Devil
- 1881 - Bend Or
- 1882 - Tristan
- 1883 - Tristan
- 1884 - Tristan
- 1885 - Paradox
- 1886 - Ormonde
- 1887 - Bendigo
- 1888 - Friar's Balsam
- 1889 - Gold
- 1890 - Amphion
- 1891 - Orion
- 1892 - Orme
- 1893 - Le Nicham
- 1894 - La Flèche
- 1895 - Laveno
- 1896 - Labrador
- 1897 - Velasquez
- 1898 - Velasquez
- 1899 - Dieudonne
- 1900 - Solitaire
- 1901 - Osboch
- 1902 - Veles
- 1903 - Sceptre
- 1904 - Bachelor's Button
- 1905 - Pretty Polly
- 1906 - Polymelus
- 1907 - Galvani
- 1908 - Llangwm
- 1909 - Bayardo
- 1910 - Lemberg
- 1911 - Lemberg
- 1912 - Stedfast
- 1913 - Tracery
- 1914 - Hapsburg
- 1915 - Let Fly
- 1916 - Clarissimus
- 1917 - Gay Crusader
- 1918 - My Dear
- 1919 - Buchan
- 1920 - Orpheus
- 1921 - Orpheus
- 1922 - Franklin
- 1923 - Ellangowan
- 1924 - Pharos
- 1925 - Picaroon
- 1926 - Warden of the Marches
- 1927 - Astérus
- 1928 - Fairway
- 1929 - Fairway
- 1930 - Rustom Pasha
- 1931 - Goyescas
- 1932 - Cameronian
- 1933 - Chatelaine / Dastur
- 1934 - Umidwar
- 1935 - Wychwood Abbott
- 1936 - Wychwood Abbott
- 1937 - Flares
- 1938 - Rockfel
- 1939 - no race